# ヴェルタワー下関
ヴェルタワー下関（ヴェルタワーしものせき）は、山口県下関市竹崎町にある高層マンション。山口県で最も高い建物である（建築物で言えば山口県国際総合センターの「海峡ゆめタワー」が最も高い）。

## 概要
JR下関駅にほど近い、シーモール下関の並び・山口銀行本店の向かいに位置する。元々この地はシーモール下関同様、下関駅の貨物ヤード跡地の一角であったが、貨物ヤード跡地及び周辺の再開発事業である「細江土地区画整理事業」において、地域内に存在した零細地権者を集合換地し、再開発ビルを建設する目的で施行された。事業名称は「細江地区12街区第一種市街地再開発事業」であり、事業主体は下関市を含む地権者が設立した権利者法人である「下関コアビル株式会社」で、これに国、山口県及び下関市が補助金を支出して建設された。
下関駅東口の駅前に立地する街区であることから、当初計画ではホテルを主体とした再開発ビルの建設が検討され、ワシントンホテルプラザチェーンを展開していたワシントンホテル（愛知県名古屋市）がテナントに内定し、1992年（平成4年）に再開発事業の都市計画決定を受けていた。しかしバブル崩壊の最中ということもあり下関コアビル側のデベロッパー探しが難航して着工のめどが立たず、早期の下関進出を目指していたホテル側は1997年（平成9年）9月に再開発事業から撤退。ワシントンホテルは翌年の1998年（平成10年）3月に下関駅西口への進出を発表し、独自に「下関駅西ワシントンホテルプラザ」として開業した。
こうした経緯から下関コアビルでは建築目的を分譲マンションに変更し、広島のマンションデベロッパー・トータテの協力を得て事業を進めることになった。施行にあたっては都市再開発法第110条に基づく「全員同意型」の権利変換が行われ、市を除く地権者のうち4名が1階・2階の商業施設・業務施設に入居、下関市が2階に公益施設を設置、地権者1名が3階以上のマンションの1室に権利変換により入居している。
ビルは2007年（平成19年）2月に完成。建物は地下1階地上22階で、それまで県内最高層であった山口県庁舎（山口市）をしのぎ、山口県で最も高い建物となった。下関市の公益施設部分には「しものせき市民活動センター」「下関市消費生活センター」が入居し、これらは下関駅前からつながるペデストリアンデッキと直結している。マンション部分は「ヴェルタワー下関駅前マリンビュー」の名前で売り出された。

## 参考資料
- 細江地区12街区第一種市街地再開発事業 - ヴェルタワー下関 (PDF)  - 下関市都市整備部市街地開発課